# His Master's Voice

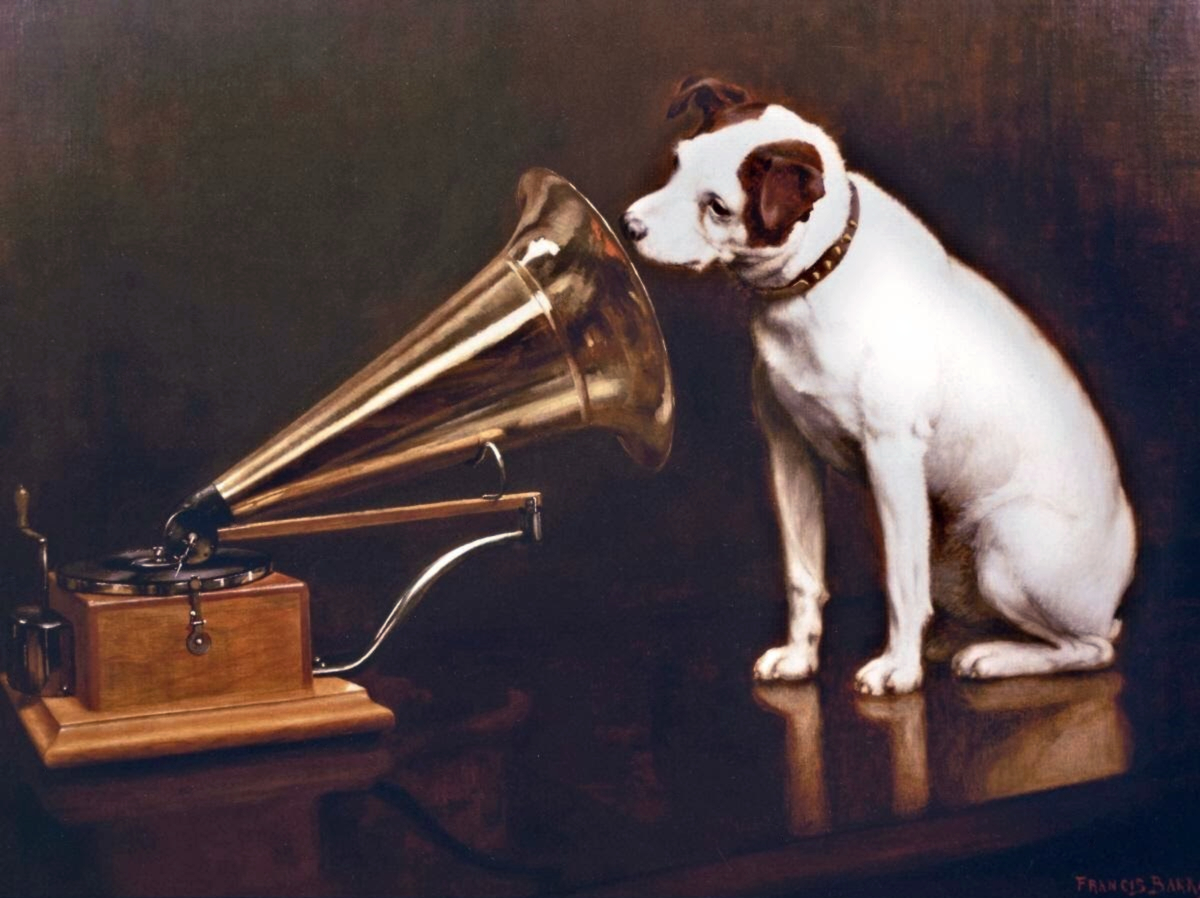
His Master's Voice (1899) de Francis Barraud

His Master's Voice (HMV) a fost numele neoficial al unei case de discuri majore britanice creată în 1901 de The Gramophone Co. Ltd. Fraza a fost inventată la sfârșitul anilor 1890 din titlul unei picturi de artistul englez Francis Barraud, care a prezentat un câine numit Nipper ascultând la un gramofon cu disc de vânt și înclinând capul. În pictura originală, nemodificată din 1898, câinele a ascultat la un fonograf cilindric. Pictura a fost, de asemenea, folosită faimos ca marcă înregistrată și logo al Victor Talking Machine Company, cunoscut ulterior ca RCA Victor. Pictura a fost oferită inițial la James Hough, manager al Edison-Bell în Londra, dar el a refuzat, spunând că "câinii nu ascultă fonografuri". Barraud a vizitat ulterior The Gramophone Co. din Maiden Lane în Londra unde managerul William Barry Owen a oferit cumpărarea picturii dacă era revizuită să prezinte cel mai nou model Improved Gramophone al lor. Barraud a obligat, și Owen a cumpărat pictura de la Barraud pentru £100.
În anii 1970, un premiu a fost creat cu o copie a statuii câinelui  și fonografului, His Master's Voice, îmbrăcat în bronz, și a fost prezentată de EMI Records către artiști, producători de muzică și compozitori în recunoaștere pentru vânzarea a peste 1 000 000 de discuri.

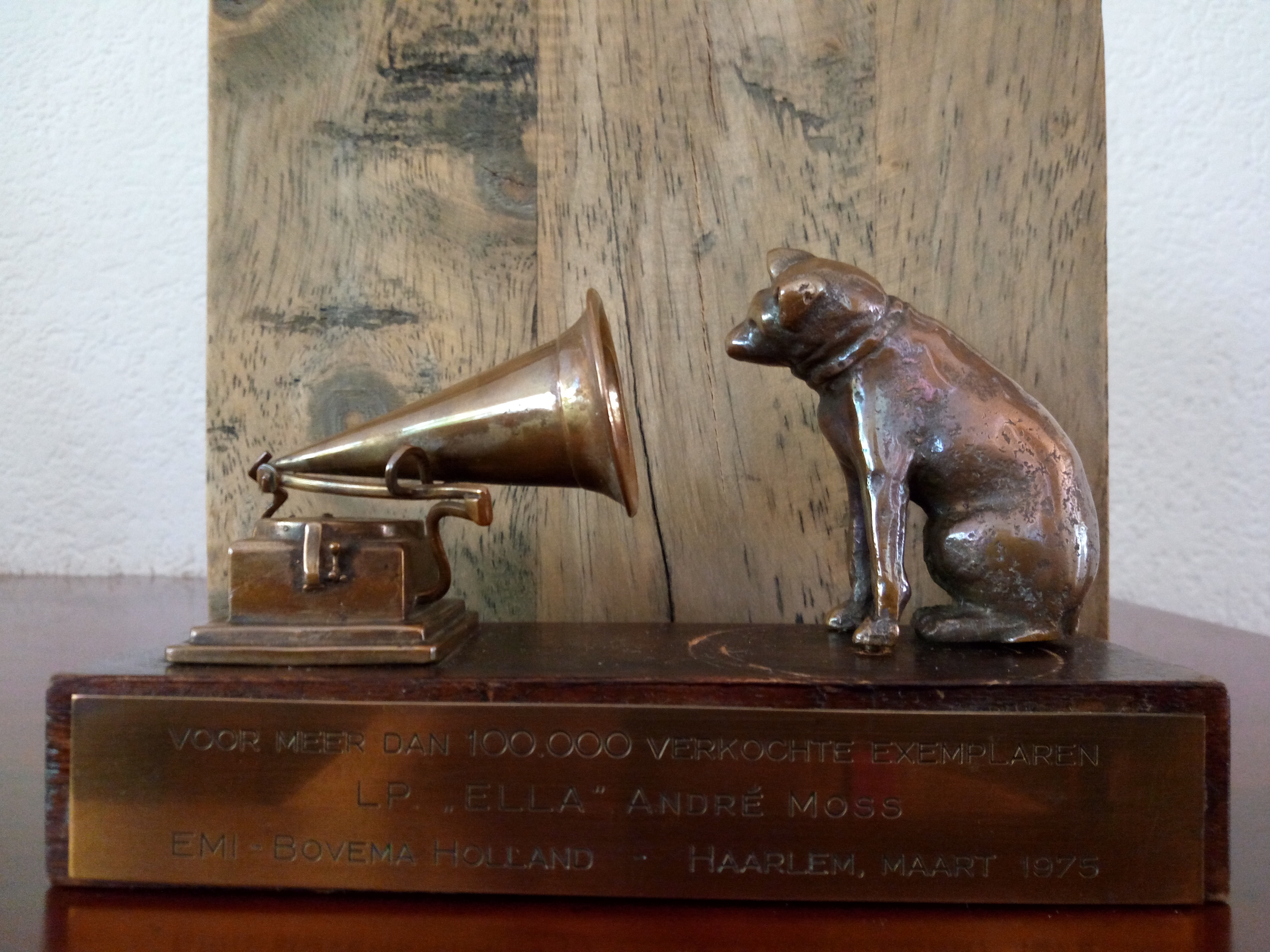
His Master's Voice (Music Award EMI-Bovema)